# تنظيم الدولة الإسلامية - ولاية الهند
ولاية الهند هي فرع لتنظيم الدولة الإسلامية (داعش) في الهند، وقد أعلن عنها التنظيم في عام 2019. تسعى ولاية الهند إلى تحريض الجالية المسلمة في الهند ضد الهندوس، مستغلة صعود القومية الهندوسية وبث الكراهية لتجنيد الأفراد من جميع دول المنطقة. وتستخدم الدعاية المكثفة باللغات المحلية (مثل الهندية والتاميلية والتيلوغوية) لاستهداف المتعاطفين المحتملين. يحتاج التنظيم إلى أنصار محليين لبناء هيكل حكمه المزعوم في المناطق التي ينشط فيها. على الرغم من أنها تعتبر فرعًا أقل فعالية مقارنة ببعض فروع التنظيم الأخرى، فقد نفذت ولاية الهند وعناصر مرتبطة بها عمليات إرهابية داخل الهند، خاصة في كشمير. وقد أعلنت السلطات الهندية عن إحباط مخططات لإنشاء فروع جديدة في مناطق الغابات الجنوبية. تحاول الولاية توسيع نطاق نشاطها في الهند وتعزيز نفوذها، لا سيما في سياق المنافسة مع تنظيمات إرهابية أخرى مثل القاعدة وطالبان. تعتمد ولاية الهند بشكل كبير على الإعلام والدعاية عبر الإنترنت لتجنيد المقاتلين ونشر أفكارها. أصدرت مجلة دعائية تسمى "صوت الهند" (Sawt al-Hind) باللغة الإنجليزية وغيرها من اللغات، بهدف حث المسلمين الهنود على الجهاد وتنفيذ هجمات في البلاد. تستغل هذه المطبوعات التوترات الطائفية والمظالم المزعومة لإثارة المشاعر وتجنيد الأفراد. يشمل نشاط التنظيم في الهند أيضًا المنافسة مع تنظيمات إرهابية أخرى على استقطاب المجندين والأتباع. بشكل عام، تحاول "ولاية الهند" الاستفادة من أي توترات داخلية في الهند، خاصة بين الطوائف، لتعزيز أجندتها المتطرفة وجذب المؤيدين. ومع ذلك، تشير بعض التقارير إلى أن عملياتها الميدانية كانت محدودة نسبيًا في السنوات الأخيرة، مع تركيز أكبر على الدعاية والتجنيد عبر الإنترنت.
في 20 مارس 2024، ألقت القوات الخاصة الهندية القبض على زعيم داعش في الهند، هاريس فاروقي، وأحد شركائه أثناء محاولتهما العبور إلى الهند من بنغلاديش المجاورة.

## حوادث
في 9 أغسطس/آب 2024، ألقت وكالة التحقيقات الوطنية القبض على رضوان علي، أحد عناصر داعش، أثناء تخطيطه لهجوم في نيودلهي. 